# Matt Celotti
Matthew "Matt" Celotti (ur. 9 lipca 1979) – australijski judoka. Olimpijczyk z Pekinu 2008, gdzie zajął 21. miejsce w wadze półciężkiej.
Startował w Pucharze Świata w 2003. Zdobył cztery medale mistrzostw Oceanii w latach 2002 - 2008. Mistrz Australii w 2000, 2001, 2003 i 2007 roku.

## Letnie Igrzyska Olimpijskie 2008
| Konkurencja | Eliminacje                | Klas. końcowa |
| Konkurencja | Przeciwnik I              | Miejsce       |
| ----------- | ------------------------- | ------------- |
| 100 kg      | Oreidis Despaigne (CUB) P | 21.           |